# Актор (сын Деиона)
Актор (др.-греч. Ἄκτωρ) — персонаж древнегреческой мифологии. Сын Деиона и Диомеды, отец Менетия, дед Патрокла.
Другой персонаж с тем же именем, представляющий другую версию сказания — царь Фтии Фессалийской. Был бездетен. Очистил Пелея после убийства брата. Завещал царскую власть Пелею. По другой версии — отец Евритиона, царя Фтии, по третьей — отец Ира из Локриды, дед Евритиона.